# I Love Me Some Him
Singles de Toni Braxton
I Don't Want To
(1997) How Could An Angel Break My Heart
(1997)
I Love Me Some Him est une chanson de la chanteuse Toni Braxton, sortie le 11 mars 1997. La chanson est le 3e single extrait de l'album Secrets. Elle est écrite par Andrea Martin, Gloria Stewart, Kenneth Karlin, Carsten Schack et composée par Soulshock & Karlin.

## Composition
I Love Me Some Him est une chanson R&B qui parle de l'amour de soi-même qui est plus présent que celui de son amoureux[réf. souhaitée]. 

## Performance commerciale
La chanson atteint la 9e position du Hot R&B/Hip-Hop Songs[réf. souhaitée].

## Vidéoclip
Ce titre ne bénéficie pas de vidéoclip.

## Pistes et formats
U.S. double CD single avec "I Don't Want To"
1. "I Don't Want To" (Album Version) – 4:17
2. "I Love Me Some Him" (Album Version) – 5:09

U.S. double maxi CD avec "I Don't Want To"
1. "I Don't Want To" (Album Version) – 4:17
2. "I Don't Want To" (Frankie Knuckles Club Mix) – 10:57
3. "I Don't Want To" (Instrumental) – 4:19
4. "I Love Me Some Him" (Album Version) – 5:09
5. "Un-Break My Heart" (Billboard Music Award Show Version) – 4:12

## Classement hebdomadaire
| Chart (1997)                           | Peak position |
| -------------------------------------- | ------------- |
| U.S. Billboard Hot 100                 | 19            |
| U.S. Billboard Hot R&B/Hip-Hop Songs   | 9             |
| U.S. Billboard Hot Dance Singles Sales | 2             |